# ABEMA的ニュースショー
『ABEMA的ニュースショー』（アベマてきニュースショー、英題：Abema style news show）は、インターネットテレビ局ABEMA内ニュースチャンネルABEMA NEWSにて、2018年10月7日から配信されている報道情報番組である。

## 概要
AbemaNewsチャンネルにおける初の日曜昼のニュースショーとして開始。MCには前月まで『千原ジュニアのキング・オブ・ディベート』を担当していた千原ジュニア、サブMCにはテレビ朝日アナウンサー・三谷紬を起用。
1週間に起こったニュース、世間を騒がすニュースを独自取材した上、あえて的外れな視点から取り上げ、ニュースを立体的に捉える。
テレビ朝日・けやき坂スタジオから生配信。スタジオセットとして「矢」と「的」が配置されており、赤、青がイメージカラーとして施される。
地上波の同時間帯にはフジテレビ「ワイドナショー」、TBS「サンデージャポン」があり、ディレクターの一人であった山口雄人はここに殴り込みをかける番組としている。
4月12日放送分より、番組タイトルが『Abema的ニュースショー』からすべて大文字の『ABEMA的ニュースショー』に変更された。
10月8日配信分よりイメージカラーの赤、青、差し色の黄色を維持しつつ、タイトルロゴとセットが一部変更。番組コンセプトも「日曜のお昼の社会派ニュースショー」と変更された。ただし社会派が何かはわからないと的を貫いた取材同様、的を外した取材も行っていく。

### 配信時間
番組開始時は午前11時30分から13時30分まで生配信。また同日19時から21時までリピート配信。『キング・オブ・ディベート』同様隔週日曜配信となる。
2018年12月31日に初の特別番組、『あの事件の真相は?ゆく炎上くる炎上 完全決着4時間スペシャル』を生配信。
2019年1月13日より30分時間が下がり、正午12時から14時までの毎週配信となる。リピート枠は変更なし。
2019年12月29日は年末特番『Abema的ニュースショー年末4HSP　千原ジュニアの「ゆく炎上くる炎上」』として正午12時から16時までの4時間配信を行う。
2020年7月26日は『ABEMA的ニュースショー　感染防止か経済か ”GoTo報道”メディアはどっち？』と題し3時間特番を実施。通常番組を2時間配信した後、日本における新型コロナウイルス感染の発端ともいえるダイヤモンド・プリンセス号の検証をテーマにした、舛添要一と神戸大学・岩田健太郎の特別対談が1時間組まれる特別編成となる。
2020年12月27日は年末特番『ABEMA的ニュースショー コロナに負けるな！2020お悩み生相談スペシャル』として前年と同じく正午12時から16時までの4時間配信。
2021年12月26日は年末特番『ABEMA的年末 ゆく炎上くる炎上 ニュースのその後 4時間SP』として16時まで配信。
2022年11月27日は正午の通常配信を休み、W杯カタール大会日本戦に合わせ18時30分から20時までの第1部、20時から21時30分までの第2部という編成となる。同年12月25日は『ABEMA的ニュース かみついた・かみつかれた人 生相談SP』と題し、正午から16時までの4時間配信する。
2023年12月31日は正午から20時まで『ABEMA的ニュース“別府ひき逃げ”八田容疑者追跡8時間SP』として配信された。4月30日および6月18日、9月17日、10月29日配信分をつなぎ再構成したもので、途中にはストレートニュースを挟んで配信された。

## 出演者

### MC
- 千原ジュニア（2022年1月30日、3月20日は療養のため欠席[13]。2023年8月27日、2025年7月27日は夏休みのため欠席。）

### 進行
いずれもテレビ朝日アナウンサーが担当。
- 三谷紬（2018年10月7日 - 2021年10月3日） - サブMCとも呼称された。
- 田中萌（2021年10月10日[14] - ）
- 住田紗里（2020年7月12日、11月22日）[15]
- 島本真衣（2023年10月15日、2024年5月26日）

### コメンテーター
固定メンバーは存在せず、初期は毎回6〜8人位のタレント等が雛壇に着座する。2020年4月20日以降は新型コロナウイルス拡大防止のため同一スタジオには最大で4人。それ以外のコメンテーターは別スタジオからの出演。
2018年10月7日配信回
- 入江慎也、小沢一敬、加藤ゆりな、倉持由香、天龍源一郎、古谷経衡、舛添要一、吉田豪

2018年10月21日配信回
- 入江慎也、小沢一敬、加護亜依、加藤ゆりな、古谷経衡、本村健太郎、吉田豪[16]

2018年11月4日配信回
- 井川意高、鈴木涼美、古谷経衡、宮崎謙介、山路徹

2018年11月18日配信回
- 金子恵美、鈴木涼美、鈴木拓、前田日明、舛添要一、渡瀬裕哉

2018年12月2日配信回
- 井川意高、鈴木涼美、古谷経衡、金子恵美、徳井健太、舛添要一

2018年12月16日配信回
- 佐藤治彦、鈴木涼美、小林秀章（セーラー服おじさん）、古谷経衡、前田日明、箕輪厚介

2018年12月31日配信回
- 小沢仁志、山根明、前田日明、舛添要一、宮崎謙介、金子恵美、古谷経衡、鈴木奈々、鈴木涼美、白鳥久美子、鈴木拓、井川意高

2019年1月13日配信回
- 井川意高、井上裕介、鈴木涼美、小林秀章、田中康夫、古谷経衡、新田恵利

2019年1月20日配信回
- 青木大和、生駒幸恵（SNSコンサルタント）、鈴木涼美、鈴木拓、古谷経衡、舛添要一

2019年1月27日配信回
- 鈴木涼美、セーラー服おじさん[17]、田中康夫、ナジャ・グランディーバ、古谷経衡、佐々木成三（元埼玉県警）、鳥越規央（統計学者）

2019年2月3日配信回
- 井川意高、江川達也、鈴木涼美、セーラー服おじさん、古谷経衡、舛添要一、佐々木成三、小林宏之（元JALパイロット）

2019年2月10日配信回
- 井上裕介、鈴木涼美、田中康夫、鳥越規央、古谷経衡、舛添要一

2019年2月17日配信回
- 金子恵美、鈴木涼美、鈴木拓、古谷経衡、舛添要一、箕輪厚介（幻冬舎 編集者）

2019年2月24日配信回
- 井上裕介、金子恵美、鈴木涼美、小林秀章、田中康夫、古谷経衡

2019年3月2日配信回
- 岸田雪子、鈴木涼美、古谷経衡、舛添要一、山路徹、生駒幸恵

2019年3月10日配信回
- 高須克弥、井川意高、井上裕介、田中康夫、鈴木涼美、古谷経衡

2019年3月17日配信回
- 鈴木涼美、鈴木拓、古谷経衡、舛添要一、小林秀章、本郷和人（東京大学教授・歴史学者）

2019年3月24日配信回
- 井上裕介、鈴木涼美、田中康夫、古谷経衡、舛添要一、山路徹

2019年3月31日配信回
- 鈴木涼美、鈴木拓、古谷経衡、本郷和人、舛添要一、宮本エリアナ（ミス・ユニバース元日本代表）

2019年4月7日配信回
- 江川達也（漫画家）、鈴木涼美、田辺健二（SPA!副編集長）、原田曜平（マーケティングアナリスト）、古谷経衡、舛添要一[18]

2019年4月14日配信回
- 鈴木涼美、鈴木拓、金子恵美、古谷経衡、本間希樹（国立天文台教授）、宮崎謙介、舛添要一

2019年4月21日配信回
- 大谷昭宏、鈴木涼美、田中康夫、古谷経衡、宮本エリアナ、小林秀章

2019年4月28日配信回
- 鈴木奈々、鈴木涼美、田辺健二、徳井健太、古谷経衡、舛添要一

2019年5月12日配信回
- 佐々木成三、鈴木涼美、鈴木拓、古谷経衡、舛添要一、宮本エリアナ

2019年5月19日配信回
- 丸岡いずみ（フリーアナウンサー）、井川意高、鈴木涼美、原田曜平、古谷経衡、田中康夫

2019年5月26日配信回
- 時人（モデル）、北芝健（元警視庁刑事）、鈴木奈々、鈴木涼美、古谷経衡、舛添要一

2019年6月2日配信回
- 佐々木成三、鈴木拓、鈴木涼美、田中康夫、古谷経衡、箕輪厚介、宮本エリアナ

2019年6月16日配信回
- 金子恵美、須田亜香里、鈴木涼美、田中康夫、鳥越規央、古谷経衡

2019年6月23日配信回
- 鈴木拓、馬場典子（元日本テレビアナウンサー）、鈴木涼美、佐々木成三、舛添要一、古谷経衡

2019年6月30日配信回
- 伊藤桃々（モデル）、井筒和幸（映画監督）、藤本敏史、鈴木涼美、古谷経衡、宮本エリアナ

2019年7月7日配信回
- 木本武宏、須田亜香里、鈴木涼美、舛添要一、古谷経衡、鳥越規央、中川みち子（弁護士）

2019年7月21日配信回
- 鈴木拓、堀潤（元NHKアナウンサー）、鈴木涼美、宮本エリアナ、舛添要一、古谷経衡

2019年7月28日配信回
- 藤本敏史、金子恵美、山路徹、田辺健二、鈴木涼美、古谷経衡

2019年8月4日配信回
- 木本武宏、金子恵美、宮崎謙介、舛添要一、江川達也、鈴木涼美、古谷経衡

2019年8月11日配信回
- 岩尾望（フットボールアワー）、井筒和幸、内田裕子（経済ジャーナリスト）鈴木涼美、

2019年8月18日配信回
- 古谷経衡、足立康史、舛添要一、鈴木拓、堀潤、金子恵美、鈴木涼美、古谷経衡、小林秀章

2019年9月1日配信回
- 舛添要一、鈴木拓、佐々木成三、中川みち子、鈴木涼美、古谷経衡

2019年9月15日配信回
- 舛添要一、木本武宏、佐々木成三、堀潤、鈴木涼美、古谷経衡

2019年9月22日配信回
- 鈴木涼美、岩尾望、古谷経衡、田辺健二、田中雅美、井筒和幸

2019年9月29日配信回
- 舛添要一、鈴木拓、小松成美（ノンフィクションライター）、張江泰之（「ザ・ノンフィクション」元チーフプロデューサー）、鈴木涼美、古谷経衡、豊田利晃（映画監督）

2019年10月6日配信回
- 堀潤、鈴木拓、高橋ユウ、鈴木涼美、古谷経衡

2019年10月13日配信回
- 舛添要一、伊藤剛臣（ラグビー元日本代表）、藤本敏史、林みなほ（元TBSアナウンサー）、宮崎謙介、鈴木涼美、古谷経衡

2019年10月20日配信回
- 山路徹、木本武宏、伊藤剛臣、スマイリーキクチ（お笑いタレント）、鈴木涼美、古谷経衡

2019年10月27日配信回
- 江川達也、トンプソン ルーク（ラグビー日本代表）、伊藤剛臣、鈴木拓、金子恵美、鈴木涼美、古谷経衡

2019年11月3日配信回
- 井筒和幸、鈴木拓、森井じゅん（公認会計士・税理士）、宮崎謙介、スマイリーキクチ、宮本エリアナ

2019年11月10日配信回
- 舛添要一、岩尾望、山田敏弘（国際ジャーナリスト）、三浦奈保子（タレント）、ジョナサン・シガー（俳優・モデル）、鈴木涼美

2019年11月17日配信回
- 井川意高、本村由紀子（フリーアナウンサー）、鈴木拓、高橋ユウ（モデル・女優）、ジョナサン・シガー、三浦崇宏（クリエイティブディレクター）

2019年11月24日配信回
- 舛添要一、木本武宏、林みなほ、古谷経衡、大谷秀政(株式会社LD&K社長)、宮本エリアナ、佐々木成三

2019年12月1日配信回
- 井筒和幸、金子恵美、宮崎謙介、マンボウやしろ（演出家・脚本家）、田辺健二、鈴木涼美

2019年12月8日配信回
- 舛添要一、荻野由佳（NGT48）、岩尾望、山路徹、副島淳（俳優・タレント）、鈴木涼美

2019年12月15日配信回
- 鈴木拓、堀潤、本村由紀子、高橋ユウ、横川潤（食評論家・亜細亜大教授）、古谷経衡

2019年12月22日配信回
- 舛添要一、木本武宏、宮本エリアナ、渡辺裕太（俳優・タレント）、光山英明（「肉山」創業オーナー）、ジョナサン・シガー、佐々木成三

2019年12月29日配信回
- 舛添要一、西野未姫（元AKB48）、鈴木拓、木本武宏、坂口杏里（元タレント）、村西とおる（AV監督）、金子恵美、宮崎謙介、井川意高、佐々木成三、張江泰之、鈴木涼美、安田純平（フリージャーナリスト）、具志堅用高（元ボクシング世界王者）

2020年1月12日配信回
- ジョナサン・シガー、マンボウやしろ、福島淳、佐々木成三、宮本エリアナ、安田純平、舛添要一

2020年1月19日配信回
- 金子恵美、木本武宏、馬場典子、田辺健二、鈴木涼美、山路徹[19]

2020年1月26日配信回
- 荻野由佳、鈴木拓、舛添要一、青木美沙子、佐々木成三、古谷経衡[20]

2020年2月2日配信回
- 舛添要一、木本武宏、桐島とうか、江川達也、副島淳、鈴木涼美、井川意高

2020年2月9日配信回
- 舛添要一、須田亜香里、鈴木拓、吉川プリアンカ（2016ミス・ワールド日本代表・起業家）、森光（医師・元船医）、中川みち子（弁護士）、田辺健二

2020年2月16日配信回
- 鈴木拓、堀潤、森田由乃、宮崎謙介、張江泰之、鈴木涼美、田辺健二

2020年2月23日配信回
- 舛添要一、荻野由佳、岩尾望、金子恵美、森田由乃、猫ひろし（マラソン選手・お笑いタレント）、鳥越規央

2020年3月1日配信回
- 木本武宏、春風亭昇吉（落語家）、森麻季（元日テレアナウンサー）、山路徹、大谷秀政、鈴木涼美、安田純平

2020年3月8日配信回
- 藤本敏史、舛添要一、森田由乃、井川意高、聖菜（令和ギャルママ代表）、古谷経衡、田辺健二

2020年3月15日配信回
- 舛添要一、荻野由佳、鈴木拓、パンツェッタ・ジローラモ、鈴木涼美、田辺健二、森田洋之（医師・医療経済ジャーナリスト）

2020年3月22日配信回
- 舛添要一、鈴木拓、結城るみな（セクシータレント）、青山めぐ（タレント）、佐々木成三、ジョナサン・シガー、田辺健二

2020年3月29日配信回
- 舛添要一、須田亜香里、森田由乃、マンボウやしろ、鈴木涼美、鳥越規央

2020年4月5日配信回
- 舛添要一、荻野由佳、岩尾望、金子恵美、藤井靖（明星大学准教授）、大谷秀政

2020年4月12日配信回
- 舛添要一、木本武宏、林みなほ[5][21]

2020年4月19日配信回
- 舛添要一、鈴木拓、高橋ユウ　<リモート出演>狩野英孝（お笑い芸人）、井川意高、佐竹正史（ものまね芸人）、田辺健二、宮本エリアナ、しゅんしゅんクリニックP（医師・お笑い芸人）

2020年4月26日配信回
- 堀潤、マンボウやしろ、田辺健二　<リモート出演>井戸田潤（スピードワゴン）、鈴木涼美

2020年5月3日配信回
- 舛添要一、藤本敏史、田辺健二　<リモート出演>須田亜香里、永野（お笑い芸人）

2020年5月10日配信回
- 舛添要一、狩野英孝、田辺健二　<リモート出演>稲田直樹（アインシュタイン）、鈴木涼美

2020年5月17日配信回
- 舛添要一、マンボウやしろ、田辺健二　<リモート出演>須田亜香里、原田龍二（俳優）

2020年5月24日配信回
- 鈴木拓、鈴木涼美、田辺健二　<リモート出演>荻野由佳、中村竜太郎（ジャーナリスト）

2020年5月31日配信回
- 舛添要一、木本武宏、古谷経衡　<リモート出演>須田亜香里、村西とおる、米山隆一（前新潟県知事）[22]

2020年6月7日配信回
- 宮崎謙介、永野、田辺健二、鈴木涼美　<リモート出演>HEY!たくちゃん

2020年6月14日配信回
- 舛添要一、井戸田潤、マンボウやしろ、田辺健二　<リモート出演>細川隆三、村上和彦

2020年6月21日配信回
- 鈴木拓、荻野由佳、ベロスルドヴァ オリガ（弁護士）、田辺健二、鈴木涼美　<進行>住田紗里（テレビ朝日アナウンサー）※（三谷紬急病による代役）[23]

2020年6月28日配信回
- 舛添要一、木本武宏、副島淳、須田亜香里、田辺健二

2020年7月5日配信回
- 堀潤、岩尾望、鈴木涼美、田辺健二　<リモート出演>あるごめとりい（TBS退社YouTuber）

2020年7月12日配信回
- 舛添要一、荻野由佳、馬場典子、マンボウやしろ

2020年7月19日配信回
- 須田亜香里、鈴木拓、鈴木涼美、田辺健二

2020年7月26日配信回
- 舛添要一、荻野由佳、木本武宏、副島淳、田辺健二

2020年8月2日配信回
- 鈴木拓、米山隆一、鈴木涼美、田辺健二

2020年8月9日配信回
- 舛添要一、木本武宏、LiLy、村西とおる、田辺健二

2020年8月16日配信回
- 狩野英孝、佐々木成三、古谷経衡、鈴木涼美、田辺健二、りかりこ（TikToker）

2020年8月23日配信回
- 舛添要一、高橋ユウ、マンボウやしろ、佐々木成三、田辺健二

2020年8月30日配信回
- 須田亜香里、井戸田潤、金子恵美、田辺健二

2020年9月6日配信回
- 舛添要一、鈴木拓、たかまつなな（お笑いジャーナリスト）、田辺健二

2020年9月13日配信回
- 渡辺徹（俳優）、たかまつなな、マンボウやしろ、田辺健二、佐々木成三[24]

2020年9月20日配信回
- 舛添要一、木本武宏、van（モデル・タレント）、田辺健二

2020年9月27日配信回
- 井川意高、井戸田潤、エンリケ（起業家・元No.1キャバ嬢）、田辺健二

2020年10月4日配信回
- 舛添要一、須田亜香里、木本武宏、田辺健二、ジョナサン・シガー

2020年10月11日配信回
- 井戸田潤、堀潤、たかまつなな、佐々木成三、田辺健二

2020年10月18日配信回
- 舛添要一、荻野由佳、鈴木拓、井川意高、田辺健二

2020年10月25日配信回
- 須田亜香里、副島淳、マンボウやしろ、ベロスルドヴァ オリガ、田辺健二

2020年11月1日配信回
- 舛添要一、有野晋哉（よゐこ）、峯岸みなみ（AKB48）、田辺健二、小林秀章

2020年11月8日配信回
- 渡辺徹、岩尾望、馬場典子、鈴木涼美、田辺健二

2020年11月15日配信回
- 山路徹、木本武宏、菊地亜美、古谷経衡、田辺健二[25]

2020年11月22日配信回
- 井川意高、須田亜香里、マンボウやしろ、たかまつなな、田辺健二

2020年11月29日配信回
- 舛添要一、鈴木拓、鈴木涼美、春風亭昇吉、三宅諒（フェンシング選手）

2020年12月6日配信回
- 別所哲也（俳優）、井戸田潤、ねお（YouTuber・モデル）、鳥越規央、田辺健二

2020年12月13日配信回
- 副島淳、宮本エリアナ、ジョナサン・シガー、ベロスルドヴァ・オリガ、木本武宏

2020年12月20日配信回
- 舛添要一、ねお、マンボウやしろ、森田由乃、田辺健二

2020年12月27日配信回
- 舛添要一、須田亜香里、鈴木拓、永野、村西とおる、田辺健二、ビスケッティ佐竹、たかまつなな

2021年1月10日配信回
- 舛添要一、ねお、鈴木拓、金子恵美、宮崎謙介、青木源太（フリーアナウンサー）

2021年1月17日配信回
- 柴田秀一（日本大学教授・元TBSアナウンサー）、金子恵美、木本武宏、西野未姫、佐々木成三、田辺健二

2021年1月24日配信回
- 舛添要一、荻野由佳、マンボウやしろ、宮崎謙介、鈴木涼美、古谷経衡[26]

2021年1月31日配信回
- 井戸田潤、ねお、大島麻衣（タレント・元AKB48）、柴田秀一、田辺健二

2021年2月7日配信回
- 舛添要一、古関れん、鈴木拓、熊田曜子、山路徹、田辺健二

2021年2月14日配信回
- 舛添要一、狩野英孝、西野未姫、堀潤、田辺健二

2021年2月21日配信回
- 舛添要一、須田亜香里、木本武宏、宮崎謙介、大関れいか、柴田秀一

2021年2月28日配信回
- 舛添要一、鈴木紗理奈、NANAMI、マンボウやしろ、田辺健二

2021年3月7日配信回
- 舛添要一、木本武宏、菊地亜美、渡辺まお、古谷経衡

2021年3月14日配信回
- 宮崎謙介、van（モデル･タレント）、マンボウやしろ、橋本聖子（シンガー・モデル）、田辺健二　<リモート出演>入江慎也[27]

2021年3月21日配信回
- 舛添要一、三浦奈保子、井川意高、春風亭昇吉、松本有紗、鈴木拓[28]

2021年3月28日配信回
- 別所哲也、IMALU、小堀裕之、大島由香里、田辺健二

2021年4月4日配信回
- 舛添要一、永野、NANAMI、たかまつなな、田辺健二、石田純一

2021年4月11日配信回
- 金子恵美、鈴木拓、鈴木奈々、たかまつなな、りかりこ、田辺健二

2021年4月18日配信回
- 舛添要一、荻野由佳、マンボウやしろ、本仮屋リイナ、鈴木香里武（岸壁幼魚採集家・タレント）、古谷経衡

2021年4月25日配信回
- 木本武宏、NANAMI、三浦奈保子、萱野稔人、田辺健二（この週より肩書がSPA!元副編集長、扶桑社事業開発部・部長代理に変更）

2021年5月2日配信回
- 舛添要一、西野未姫、鈴木拓、豊田真由子、田辺健二[29]

2021年5月9日配信回
- 須田亜香里、豊田真由子、桂福丸、井川意高、田辺健二

2021年5月16日配信回
- ねお、舛添要一、岩尾望、大島由香里、タカハシマコト

2021年5月23日配信回
- 豊田真由子、永野、古関れん、鈴木香里武、田辺健二

2021年5月30日配信回
- 舛添要一、木本武宏、田辺健二（リモート出演）[30]

2021年6月6日配信回
- ゆきぽよ、マンボウやしろ、たかまつなな、佐々木成三、田辺健二

2021年6月13日配信回
- 舛添要一、大島由香里、鈴木拓、菊地亜美、宮崎謙介

2021年6月20日配信回
- 狩野英孝、ゆきぽよ、井川意高、平井佳織、田辺健二

2021年6月27日配信回
- 舛添要一、ねお、木本武宏、鈴木香里武、ベロスルドヴァ オリガ

2021年7月4日配信回
- 金子恵美、岩尾望、西野未姫、佐々木成三、田辺健二

2021年7月11日配信回
- 舛添要一、本仮屋リイナ、鈴木拓、ロイ（モデル/TikToker）、タカハシマコト

2021年7月18日配信回
- 西野未姫、村西とおる、マンボウやしろ、山路徹、田辺健二

2021年7月25日配信回
- 舛添要一、ゆきぽよ、木本武宏、副島淳、大谷秀政[31]

2021年8月1日日配信回
- 金子恵美、鈴木拓、須田亜香里、古谷経衡、田辺健二

2021年8月8日配信回
- 舛添要一、西野未姫、大島由香里、篠宮暁（オジンオズボーン）、三宅諒

2021年8月15日配信回
- 岩尾望、井川意高、たかまつなな、田辺健二、岩橋健一郎

2021年8月22日配信回
- 舛添要一、大島由香里、西野未姫、永野、宮崎謙介

2021年8月29日配信回
- 金子恵美、村西とおる、マンボウやしろ、田辺健二、さしみちゃん（YouTuber）

2021年9月5日配信回
- 舛添要一、大島由香里、木本武宏、たかまつなな、大谷秀政

2021年9月12日配信回
- 岩尾望、本仮屋リイナ、ロイ、青山和弘（元日本テレビ政治記者）、田辺健二

2021年9月19日配信回
- 舛添要一、ねお、篠宮暁、細川隆三、田辺健二

2021年9月26日配信回
- 舛添要一、たかまつなな、井戸田潤、宮崎謙介、青山和弘

2021年10月3日配信回
- 舛添要一、金子恵美、須田亜香里、藤本敏史、青山和弘

2021年10月10日配信回
- 井川意高、西野未姫、鈴木拓、佐々木成、田辺健二

2021年10月17日配信回
- 舛添要一、大島由香里、田原可南子（タレント）、マンボウやしろ、田辺健二

2021年10月24日配信回
- 内田恭子（フリーアナウンサー）、須田亜香里、木本武宏、村西とおる、田辺健二

2021年10月31日配信回
- 永野、ゆきぽよ、副島淳、青山和弘、そわんわん（YouTuber、モデル）

2021年11月7日配信回
- 舛添要一、岩尾望、三上悠亜（セクシー女優）、有村昆（映画コメンテーター）、田辺健二

2021年11月14日配信回
- 青山和弘、須田亜香里、たかまつなな、鈴木拓、聖秋流（ジェンダーレスクリエーター）

2021年11月21日配信回
- 押切もえ（モデル/小説家）、山路徹、宮崎謙介、木下隆行（TKO）、神堂きょうか（女優/クリエーター）

2021年11月28日配信回
- 舛添要一、大島由香里、ゆきぽよ、篠宮暁、田辺健二

2021年12月5日配信回
- 木本武宏、IMALU、宮崎謙介、そわんわん、大谷秀政、佐々木成三

2021年12月12日配信回
- 石破茂（自民党元幹事長）、青山和弘、ねお、たかまつなな、永野、田辺健二

2021年12月19日配信回
- 馬場典子、大島由香里、本仮屋リイナ、鈴木拓、ベロスルドヴァ オリガ[32]

2021年12月26日配信回
- 舛添要一、原田龍二・愛夫妻、宮崎謙介・金子恵美夫妻、三上悠亜、後藤祐樹、岩尾望、有村昆、篠宮暁

2022年1月9日配信回
- 舛添要一、でか美ちゃん、青木源太、そわんわん、鈴木拓

2022年1月16日配信回
- 井川意高、大島由香里、菊地亜美、木下隆行、田辺健二

2022年1月23日配信回
- 舛添要一、西野未姫、木本武宏、中川みち子（弁護士）

2022年1月30日配信回
- 青山和弘、大島由香里、でか美ちゃん、マンボウやしろ、中嶋涼子（車椅子インフルエンサー）

2022年2月6日配信回
- 舛添要一、藤本敏史、本仮屋リイナ、でか美ちゃん、ベロスルドヴァ オリガ

2022年2月13日配信回
- 青山和弘、岩尾望、ねお、宮崎謙介、田辺健二

2022年2月20日配信回
- 土井レミイ杏利（プロハンドボール選手）、木本武宏、ゆきぽよ、青山和弘、舛添要一

2022年2月27日配信回
- 舛添要一、山路徹、たかまつなな、永野、そわんわん

2022年3月6日配信回
- 舛添要一、青山和弘、向井地美音、本仮屋リイナ、鈴木拓、田辺健二

2022年3月13日配信回
- マンボウやしろ、でか美ちゃん、たかまつなな、古谷経衡、ピロシキーズ（ロシア人YouTuber）、ラナ（ロシア人YouTuber）、アンナ・ミッツェル（ウクライナ人YouTuber/モデル）

2022年3月20日配信回
- 馬場典子、大島由香里、秋元玲奈（元テレビ東京アナウンサー）、馬場ももこ（元テレビ金沢アナウンサー）、篠宮暁

2022年3月27日配信回
- 舛添要一、黄皓（実業家/4代目バチェラー）、須田亜香里、岩尾望、本仮屋リイナ

2022年4月3日配信回
- 青山和弘、ゆきぽよ、井戸田潤、古谷経衡、佐々木成三

2022年4月10日配信回
- 舛添要一、西野未姫、そわんわん、マンボウやしろ、宮崎謙介

2022年4月17日配信回
- 青山和弘、柏木由紀、本仮屋リイナ、木本武宏、田辺健二

2022年4月24日配信回
- 舛添要一、新山千春、大島由香里、永野、関ミナティ（マツダ家の日常）

2022年5月1日配信回
- 青山和弘、でか美ちゃん、藤本敏史、厚切りジェイソン、宮崎謙介[33]

2022年5月8日配信回
- 渡辺徹、田原可南子、岩尾望、青山和弘、田辺健二

2022年5月15日配信回
- 舛添要一、蒼井そら、たかまつなな、篠宮暁、古谷経衡

2022年5月22日配信回
- 金子恵美、IMALU、マンボウやしろ、佐藤千矢子（毎日新聞論説委員）、田辺健二

2022年5月29日配信回
- 青山和弘、井川意高、三浦奈保子、鈴木拓、田辺健二

2022年6月5日配信回
- 大島由香里、須田亜香里、木本武宏、後藤祐樹、後藤洋平（朝日新聞編集委員）

2022年6月12日配信回
- 舛添要一、でか美ちゃん、青山和弘、宮崎謙介、永野

2022年6月19日配信回
- 蒼井そら、黄皓、たかまつなな、マンボウやしろ

2022年6月26日配信回
- 原西孝幸、ゆきぽよ、本仮屋リイナ、根本和彦（元国税調査官）

2022年7月3日配信回
- 青山和弘、大島由香里、雪平莉左（タレント）、お見送り芸人しんいち（お笑い芸人）、古井康介（POTETO Media代表）

2022年7月10日配信回
- 舛添要一、青山和弘、たかまつなな、古谷経衡

2022年7月17日配信回
- マンボウやしろ、野寄覚令（尼僧）、宮崎謙介、細川隆三

2022年7月24日配信回
- 舛添要一、西野未姫、みなみかわ、伊藤大地（朝日新聞デジタル編集長）[34]

2022年7月31日配信回
- 岩尾望、鈴木香里武、田辺健二、農林水産省YouTuber・BUZZMAFF

2022年8月7日配信回
- 青山和弘、田原可南子、永野、中川みち子（弁護士）

2022年8月14日配信回
- 青山和弘、岩尾望、神野藍（渡辺まお改め、文筆家）、田辺健二

2022年8月21日配信回
- 舛添要一、でか美ちゃん、鈴木拓、田辺健二

2022年8月28日配信回
- IMALU、マンボウやしろ、古谷経衡

2022年9月4日配信回
- 青山和弘、西野未姫、木下隆行、田辺健二

2022年9月11日配信回
- 舛添要一、田原可南子、原西孝幸、田辺健二

2022年9月18日配信回
- 舛添要一、大島由香里、篠宮曉、古谷経衡

2022年9月24日配信回
- でか美ちゃん、マンボウやしろ、山路徹、田辺健二[35]

2022年10月1日配信回
- 青山和弘、岸明日香、鈴木拓、タカハシマコト

2022年10月9日配信回
- 藤本敏史、田原可南子、井川意高、中村多聞

2022年10月16日配信回
- 舛添要一、井戸田潤、そわんわん、古谷経衡、泉房穂（明石市長）

2022年10月23日配信回
- 舛添要一、たかまつなな、みなみかわ、大野淳平（弁才天社長）、三輪途道（彫刻家）

2022年10月30日配信回
- 青山和弘、わたげ（TikToker）、マンボウやしろ、田辺健二

2022年11月6日配信回
- 舛添要一、井川意高、西野未姫、永野、岩本輝雄（サッカー元日本代表・解説者）

2022年11月13日配信回
- 青山和弘、田原可南子、原西孝幸、田辺健二、岩本輝雄

2022年11月20日配信回
- 山路徹、IMALU、マンボウやしろ、田辺健二、岩本輝雄

2022年11月27日配信回
- 岩本輝雄、駒野友一（元サッカー日本代表）、都並敏史（元サッカー日本代表）、登坂淳一、青山和弘、西野未姫、木下隆行、大黒堂ネロ（古美術商）[10]

2022年12月4日配信回
- 舛添要一、藤井サチ、鈴木拓、古谷経衡、都並敏史、岩本輝雄

2022年12月11日配信回
- 舛添要一、でか美ちゃん、マンボウやしろ、篠宮曉、山岸範宏（元サッカー日本代表）

2022年12月18日配信回
- 岩尾望、藤井サチ、萱野稔人、田辺健二、今野忍（ABEMA NEWS政治担当）

2022年12月25日配信回
- 舛添要一、青山和弘、須田亜香里、永野、マンボウやしろ、古谷経衡、宮崎謙介、じゅんいちダビッドソン、河野太郎（デジタル大臣・消費者担当大臣）

2023年1月8日配信回
- 舛添要一、田原可南子、藤本敏史、古谷経衡、辺真一（ジャーナリスト）

2023年1月15日配信回
- でか美ちゃん、鈴木拓、宮崎謙介、田辺健二

2023年1月22日配信回
- 大島由香里、小浜桃奈、みなみかわ、古谷経衡、ちいめろ（YouTuber）今野忍

2023年1月29日配信回
- 青山和弘、たかまつなな、小浜桃奈、マンボウやしろ、田辺健二、野田佳彦（立憲民主党最高顧問）

2023年2月5日配信回
- 山路徹、西野未姫、井戸田潤、田辺健二

2023年2月12日配信回
- 舛添要一、でか美ちゃん、原西孝幸、キムヨセフ（脱北YouTuber）、辺真一（コリアレポート編集長）、今野忍（ABEMA NEWS政治担当）

2023年2月19日配信回
- たかまつなな、神野藍、篠宮暁、古谷経衡

2023年2月26日配信回
- 舛添要一、岸明日香、マンボウやしろ、古谷経衡

2023年3月5日配信回
- 藤本敏史、小浜桃奈、宮崎謙介、田辺健二、今野忍

2023年3月12日配信回
- 青山和弘、ゆきぽよ、永野、古谷経衡

2023年3月19日配信回
- 舛添要一、田原可南子、マンボウやしろ、周防正行、中川みち子

2023年3月26日配信回
- 大島由香里、岸明日香、みなみかわ、古谷経衡

2023年4月2日配信回
- 舛添要一、ひかりんちょ(モチベーショナルスピーカー)、原西孝幸、関ミナティ

2023年4月9日配信回
- 木本武宏、木下隆行、熊田曜子、宮崎謙介、有村昆[36]

2023年4月16日配信回
- でか美ちゃん、鈴木拓、宮崎謙介、田辺健二、加藤一二三（棋士）

2023年4月23日配信回
- 舛添要一、小浜桃奈、マンボウやしろ、古谷経衡

2023年4月30日配信回
- 秋山博康、佐々木成三、たかまつなな、小浜桃奈、オジンオズボーン篠宮[37]

2023年5月7日配信回
- 鈴木宗男、青山和弘、雲丹うに、藤本敏史、古谷経衡

2023年5月14日配信回
- 舛添要一、でか美ちゃん、鈴木拓、田辺健二

2023年5月21日配信回
- 青山和弘、ゆきぽよ、マンボウやしろ、杉村達也（弁護士、将棋AI開発者）

2023年5月28日配信回
- 渡辺裕太、高橋ユウ、みなみかわ、古谷経衡

2023年6月4日配信回
- 須田亜香里、永野、宮崎謙介、井川意高、今野忍

2023年6月11日配信回
- 原西孝幸、中西智代梨、宮崎謙介、田辺健二、鳥越規央

2023年6月18日配信回
- 秋山博康、佐々木成三、たかまつなな、オジンオズボーン篠宮、清原博（弁護士）[37]

2023年6月25日配信回
- 原田龍二、須田亜香里、マンボウやしろ、古谷経衡、田辺健二、ティムラズ・レジャバ（ジョージア駐日大使）

2023年7月2日配信回
- 舛添要一、でか美ちゃん、鈴木拓、副島淳

2023年7月9日配信回
- 熊田曜子、みなみかわ、有村昆、田辺健二、小林秀章

2023年7月16日配信回
- 周防正行、小川秀世（袴田事件弁護団）、たかまつなな、マンボウやしろ、古谷経衡、清原博（弁護士）[38]

2023年7月23日配信回
- 馬場伸幸（日本維新の会代表）、藤井サチ、木下隆行、副島淳、今野忍

2023年7月30日配信回
- 小池晃（日本共産党）、舛添要一、青山和弘、岩尾望、ゆきぽよ

2023年8月6日配信回
- 福岡みなみ、マンボウやしろ、宮崎謙介、清原博、秋山博康

2023年8月13日配信回
- 青山和弘、くりえみ、オジンオズボーン篠宮、三上洋、田辺健二

2023年8月20日配信回
- 岸明日香、井戸田潤、関ミナティ、田辺健二、佐藤治彦

2023年8月27日配信回
- 舛添要一、大島由香里、田原可南子、藤本敏史、田辺健二

2023年9月3日配信回
- 舛添要一、西野未姫、原西孝幸（FUJIWARA）、副島淳

2023年9月10日配信回
- ガリットチュウ福島、大島由香里(フリーアナウンサー)、くりえみ、みなみかわ、田辺健二

2023年9月17日配信回
- 舛添要一、たかまつなな、秋山博康、でか美ちゃん、鈴木拓、清原博

2023年9月日配信回
- 青山和弘、でか美ちゃん、マンボウやしろ、田辺健二

2023年10月1日配信回
- 舛添要一、熊田曜子、木本武宏、有村昆、クララ ブラン（コンテンツクリエーター）

2023年10月8日配信回
- 青山和弘、くりえみ、岩尾望、宮崎謙介、佐藤治彦

2023年10月15日配信回
- 舛添要一、ゆきぽよ、永野、古谷経衡

2023年10月22日配信回
- 青山和弘、でか美ちゃん、オジンオズボーン篠宮、中川みち子、HEY!たくちゃん、手島正之（NPO法人パレスチナ子どものキャンペーン）

2023年10月29日配信回
- マンボウやしろ（演出･脚本家、ラジオパーソナリティー）、たかまつなな、清原博、秋山博康、佐々木尋貴（日本交通事故調査機構代表取締役）

2023年11月5日配信回
- 舛添要一、でか美ちゃん、鈴木拓、古谷経衡

2023年11月12日配信回
- 大島由香里、宮崎謙介、マンボウやしろ、田辺健二

2023年11月19日配信回
- 宮崎謙介、でか美ちゃん、木下隆行、中丸徹（テレビ朝日）

2023年11月26配信回
- 馬場伸幸、青山和弘、たかまつなな、ゆきぽよ、井戸田潤

2023年12月3日配信回
- 須田亜香里、秋山博康、オジンオズボーン篠宮暁、五箇公一（国立環境研究所 室長）、田辺健二[39]

2023年12月10日配信回
- 西野未姫、鈴木拓、古谷経衡、井手隊長（ラーメンライター）

2023年12月17日配信回
- 青山和弘、でか美ちゃん、宮崎謙介、福島善成

2023年12月24日配信回
- 舛添要一、青山和弘、たかまつなな、宮崎謙介、マンボウやしろ

2023年12月31日配信回
- 過去回の再構成で新規収録はなし

2024年1月7日配信回
- ABEMA的ニュースショー傑作選 未公開シーン大放出SPとして新規収録はなし[40]

2024年1月14日配信回
- 舛添要一、宮崎謙介、でか美ちゃん、みなみかわ、田辺健二

2024年1月21日配信回
- 須田亜香里、青山和弘、マンボウやしろ、中丸徹

2024年1月28日配信回
- 岩尾望、小浜桃奈、秋山博康、古谷経衡[41]

2024年2月4日配信回
- 青山和弘、でか美ちゃん、宮崎謙介、オジンオズボーン篠宮[42]

2024年2月11日配信回
- 高橋大（山形市役所 山形ブランド推進課課長）、IMALU、森永康平、永野、田辺健二[43]

2024年2月18日配信回
- 舛添要一、大島由香里、マンボウやしろ、大川原正明（大川原化工機社長）、高田剛（弁護士）、亀井正貴（弁護士）[44]

2024年2月25日配信回
- ゆきぽよ、木本武宏、宮崎謙介、田辺健二、横尾隆（東京慈恵会医科大学教授）

2024年3月3日配信回
- 青山和弘、でか美ちゃん、原西孝幸、古谷経衡、秋山博康

2024年3月10日配信回
- 岸明日香、井戸田潤、田辺健二、中丸徹

2024年3月17日配信回
- でか美ちゃん、鈴木拓、宮崎謙介、諸橋仁智（弁護士）、尾上芳信（福岡県暴力追放運動推進センター）

2024年3月24日配信回
- 森永康平、マンボウやしろ、本仮屋リイナ、ゆみちぃ、田辺健二

2024年3月31日配信回
- 青山和弘、西野未姫、宮崎謙介、みなみかわ

2024年4月7日配信回
- 古舘伊知郎、青山和弘、須田亜香里、岩尾望

2024年4月14日配信回
- 舛添要一、熊田曜子、福島善成、諸橋仁智（弁護士）

2024年4月21日配信回
- 岸明日香、宮崎謙介、マンボウやしろ、古谷経衡

2024年4月28日配信回
- 秋山博康、荒木和博（特定失踪者問題調査会 代表）、でか美ちゃん、宮崎謙介、オジンオズボーン篠宮暁、田辺健二

2024年5月5日配信回
- 原西孝幸、小浜桃奈、秋山博康、諸橋仁智

2024年5月12日配信回
- 舛添要一、大島由香里、マンボウやしろ、秋山博康、田辺健二

2024年5月19日配信回
- 青山和弘、でか美ちゃん、鈴木拓、藤井靖

2024年5月26日配信回
- 須田亜香里、井戸田潤、古谷経衡、中丸徹

2024年6月5日配信回
- 岸明日香、マンボウやしろ、古谷経衡、田辺健二、秋山博康、長島聖大（伊丹市昆虫館 学芸員）[45]

2024年6月9日配信回
- 岩尾望、西野未姫、宮崎謙介、三上洋、尾上芳信（元福岡県警察 刑事部長）

2024年6月16日配信回
- 宮沢博行（元衆議院議員）[46]、舛添要一、青山和弘、宮崎謙介、木下隆行

2024年6月23日配信回
- 佐藤信顕（佐藤葬祭代表）、舛添要一、岸明日香、鈴木拓、古谷経衡

2024年6月30日配信回
- 秋山博康、たかまつなな、でか美ちゃん、清原博、オジンオズボーン篠宮暁[47]

2024年7月7日配信回
- みなみかわ、宮崎謙介、古谷経衡、三上洋

2024年7月14日配信回
- 野田佳彦、青山和弘、宮崎謙介、小浜桃奈、原西孝幸

2024年7月21日配信回
- 舛添要一、IMALU、福島善成、田辺健二

2024年7月28日配信回
- 秋山博康、青山和弘、でか美ちゃん、森永康平、木本武宏

2024年8月4日配信回
- 鈴木拓、青山和弘、宮崎謙介、宮沢博行

2024年8月11日配信回
- 佐藤治彦、木本武宏、マンボウやしろ、でか美ちゃん

2024年8月18日配信回
- ABEMA的ニュースショー【傑作選】独自 上半期 真夏の事件簿SPとして新規収録はなし。

2024年8月25日配信回
- 井戸田潤、青山和弘、宮沢博行、小浜桃菜

2024年9月1日配信回
- 河野太郎、青山和弘、宮崎謙介、鈴木拓、でか美ちゃん

2024年9月8日配信回
- 齋藤健（経済産業大臣）、青山和弘、宮崎謙介、大島由香里、オジンオズボーン篠宮暁

2024年9月15日配信回
- 舛添要一、青山和弘、宮崎謙介、宮沢博行、マンボウやしろ

2024年9月22日配信回
- 青山和弘、宮崎謙介、宮沢博行、藤本敏史

2024年9月29日配信回
- 舛添要一、青山和弘、宮崎謙介、原西孝幸

2024年10月6日配信回
- 袴田ひで子（袴田巌の姉）、白井孝明（袴田さん支援クラブ 広報担当）、青山和弘、岩尾望、田辺健二、でか美ちゃん

2024年10月13日配信回
- 亀井正貴（弁護士/元検事）、周防正行（映画監督）、高田剛（弁護士）、古谷経衡、鈴木拓、たかまつなな（笑下村塾代表）

2024年10月20日配信回
- 秋山博康、藤井靖、マンボウやしろ、大島由香里

2024年10月27日配信回
- 木本武宏、IMALU、宮崎謙介、諸橋仁智、辺真一、中丸徹

2024年11月3日配信回
- 梶川幸司（ANNワシントン支局 支局長）、青山和弘、宮崎謙介、宮沢博行、井戸田潤

2024年11月10日配信回
- 舛添要一、みなみかわ、熊田曜子、田辺健二、平田正純（AR-EX尾山台整形外科医師）

2024年11月17日配信回
- 宮崎謙介、古谷経衡、篠宮暁、尾崎里紗、加茂隆康（交通問題評論家・元弁護士）

2024年11月24日配信回
- 宮崎謙介、清原博、マンボウやしろ、小浜桃菜

2024年12月1日配信回
- 秋山博康、マンボウやしろ、大島由香里、副島淳

2024年12月8日配信回
- 舛添要一、古谷経衡、原西孝幸、でか美ちゃん

2024年12月15日配信回
- 河井克行、青山和弘、中川みち子、木下隆行、田辺健二

2024年12月22日配信回
- 宮崎謙介、鈴木拓、大島由香里、田辺健二

2024年12月29日配信回
- ABEMA的ニュースドラマ「新事実別府ひき逃げ死亡事件」を配信。

2025年1月12日配信回
- 青山和弘、岩尾望、でか美ちゃん、田辺健二、＜中継＞木村幹（神戸大学大学院国際協力研究科教授）

2025年1月19日配信回
- 舛添要一、宮崎謙介、マンボウやしろ、熊田曜子

2025年1月26日配信回
- 秋山博康、古谷経衡、オジンオズボーン篠宮暁、IMALU、中丸徹

2025年2月2日配信回
- 宮崎謙介、近久博志（地盤システム研究所 所長）、マンボウやしろ、でか美ちゃん、田辺健二＜中継＞上田敬博（医師。鳥取大学医学部附属病院 高度救命救急センター長 兼 教授）

2025年2月9日配信回
- 青山和弘、木本武弘、岸明日香、田辺健二＜中継＞田中章 (元東京消防庁レスキュー隊）

2025年2月16日配信回
- 青山和弘、宮崎謙介、鈴木拓、西野未姫

2025年2月23日配信回
- 青山和弘、古谷経衡、井戸田潤、小浜桃菜＜中継＞田中悠斗（株式会社フォア―・チーフエクゼクティブオフィサー）、阿部さくら（山形県西川町 月山朝日観光協会）

2025年3月2日配信回
- 内田裕子（経済ジャ－ナリスト）、西村直人（交通コメンテーター）、宮崎謙介、マンボウやしろ、大島由香里

2025年3月9日配信回
- 桝添要一、鈴木拓、坪井安奈、田辺健二＜中継＞森和孝（国際弁護士)

2025年3月16日配信回
- 青山和弘、宮崎謙介、藤本敏史、大島由香里、中丸徹

2025年3月23日配信回
- 古谷経衡、高橋ユウ、岩尾望、でか美ちゃん、田辺健二

2025年3月30日配信回
- 宮崎謙介、青山和弘、副島淳、ゆきぽよ、オジンオズボーン篠宮暁

2025年4月6日配信回
- 青山和弘、宮崎謙介、宮沢博行、マンボウやしろ

2025年4月13日配信回
- 舛添要一、八木真澄、でか美ちゃん、田辺健二

2025年4月20日配信回
- 宮沢博行、金子恵美、みなみかわ、熊田曜子

2025年4月27日配信回
- 秋山博康、滝沢秀一、原西孝幸、ゆきぽよ、中丸徹

2025年5月4日配信回
- 青山和弘、宮崎謙介、有村昆、木本武宏、岸明日香

2025年5月11日配信回
- 青山和弘、古谷経衡、鈴木拓、坪井安奈

2025年5月18日配信回
- 舛添要一、安田純平、マンボウやしろ、古谷経衡、たかまつなな

2025年5月25日配信回
- 青山和弘、宮崎謙介、オジンオズボーン篠宮暁、でか美ちゃん

2025年6月1日配信回
- 青山和弘、宮崎謙介、井戸田潤、高橋ユウ

2025年6月8日配信回
- 青山和弘、古谷経衡、原西孝幸、でか美ちゃん、オーロークサブリナ桜子（現役慶應大学法学部）、秋山博康

2025年6月15日配信回
- 舛添要一、岩尾望、サヘル・ローズ、でか美ちゃん、小浜桃菜

2025年6月22日配信回
- 舛添要一、古谷経衡、八木真澄、たかまつなな、井下綾子（順天堂医院 耳鼻咽喉･頭頸科 医師）

2025年6月29日配信回
- 秋山博康、金子恵美、マンボウやしろ、でか美ちゃん

2025年7月6日配信回
- 宮崎謙介、福島善成、モモコグミカンパニー（アーティスト）、田辺健二

2025年7月13日配信回
- 舛添要一、宮崎謙介、オジンオズボーン篠宮暁、でか美ちゃん

2025年7月20日配信回
- 宮崎謙介、古谷経衡、マンボウやしろ、ゆきぽよ[48]

2025年7月27日配信回
- 青山和弘、川中だいじ（日本中学生新聞記者）、大島由香里、鈴木拓、古谷経衡、宮崎謙介

2025年8月3日配信回
- 青山和弘、宮崎謙介、原西孝幸、でか美ちゃん、小林鷹之

2025年8月10日配信回
- 舛添要一、青山和弘、高橋ユウ、木本武宏

2025年8月17日配信回
- 豊原謙二郎（元NHKアナウンサー）、たかまつなな、西野未姫、宮崎謙介、八木真澄

### リポーター
- 天津・木村[49]（2018年‐2019年6月）
- 八幡カオル ‐ おもに小池百合子として出演。番組開始初期に出演開始。2020年のコロナ騒動で復帰。
- オラキオ ‐ おもに安倍昭恵として出演。
- ビスケッティ佐竹 ‐ おもに安倍晋三として出演。
- シンディー ‐ 様々な物まねで出演。
- ADトンちゃん ‐ 台湾出身の番組AD[50]。中華圏のニュースや日本文化に疑問を問いかけるニュースで登場。スタッフ表記は董柔嘉。
- 大山即席斉 ‐ 新作即席麺のニュースで解説役としてスタジオ出演。
- 中島史留久 ‐ 山形出身の番組AD。
- 五十嵐彩香 ‐ 番組AD。2021年後半からは五十嵐さいか名義でめがねを外して出演。
- 栩木くう ‐ 番組AD。居酒屋でスカウトされており、出自を生かした企画でレポートする。

## スタッフ
特記なき場合、2018年10月の番組開始から関わる。
- ナレーション：ボンバー森尾
- 技術統括：湯川拓弥
- TD / SW：宮本邦慶、青山和広【週替り】
- CAM：穴沢康至、隈本雄飛、濱川和人、千綿未恵、宮本邦慶、中村浩、中峯輝也【週替り4名】
- MIX：築舘幸宜、長谷川大輔【週替り】
- VE：河合瑠奈、林蘭掎【週替り】
- V：時見正和
- 照明：中本明人
- 美術：森永牧子
- デザイン：森﨑愛美
- 美術進行：渡邊眞太郎
- 大道具：木村朔也
- 電飾：佐伯直亮
- アートディレクション：横井勝
- CGデザイン：村澤ちひろ、須山順一
- ヘアメイク：杉本陽子
- TK：石原由季
- 音効：中島祥子
- 構成：渡邊亮太、川上トリオ、タムケン、鈴木裕史、相川真紀
- AD：金晶、秋山柚里、我喜屋美優、緒方心
- AP：林将平、田澤春菜、山岡紗織
- ディレクター：小笠原豪、高橋美咲、春宮清之介、有馬周作、三嶋敏裕、小松祥、葛城麻実子
- 総合演出：谷口欽也
- キャスティング：岩見ゆう子、柴田泉
- プロデューサー：神山敦
- 制作協力：アリソデナサソ
- 制作：テレビ朝日、AbemaNews

### 過去のスタッフ
- ナレーション：西澤由夏[51]（2018年10月 ‐ 2019年6月）
- 構成：渡邊亮太、タムケン、相川真紀
- プロデューサー：奥屋智久（2018年10月 ‐ 2019年7月）、本永巳樹（2018年10月 ‐ 2020年）、羽根哲哉（2019年7月 ‐ ）（テレビ朝日）
- ディレクター：伊藤弘暁（2018年10月 ‐ 2020年）、塚平敬司[52]、大平莉加、佐藤仁哉
- MC担当：牧元宗弘
- 調査：アンサンヒーロー
- 技術統括：森山顕矩
- CAM：石井豪、保泉達也
- 電飾：今村和之
- TK：神保よしみ

## おもなコーナー

### 今週のいかがなものかニュース
- メインコーナー。1週間のニュースを中吊り広告風の画像を元に次々映像で紹介する。映像中、ニュース解説やコメントするのは、関連性の薄い人物（ダジャレなど）であることが多い。別名「ABEMA的ニュースカレンダー」（中吊り風画像にこのタイトルが記載）。

### 体を張って確かめよう
- ニューストピックスに上がった物事を三谷紬が体当たりで確かめるロケ取材コーナー。催眠術の話題では催眠術でのゲテモノ料理飲食。黄金のペットボトルニュースでの回収作業など、キツイ仕事であることが多い[53]。身体障害者の出産など社会派インタビュー取材の場合もある。
- 田中萌に出演者変更後も行われている。

### Abema的業界ニュース
- 一般ニュースが取り上げない業界ニュースを深く掘り下げリポートするコーナー。リポーターには専門性のある人物が担当する。2019年以降に実施されているがコーナー名が表示されないことも多い。

### 鈴木卓が解説!世界一わかりやすい○○
- 2019年4月14日開始。話題となったニュースを鈴木卓が一夜漬けでやっつけ解説するコーナー。スタッフから専門書が数冊渡され、本番前にアドバイザーも就くが、鈴木への質問は「NG」とされている。趣旨は「一般人でも勉強すればこれくらいまでわかる」。

### 千原ジュニアのどないやねんニュース
- 番組最終コーナー。いかがなものかニュース（新聞中吊り風表示）に書かれているものの、紹介から漏れたニュースの中から千原ジュニアがひとつをピックアップして短く取り上げる。

### ABEMA的リモートワーク
- 新型コロナ対策として始めたリモート中継を事実上コーナー化。別名「ステイホーム!テレワーク中継」、「私コレに怒ってますNEWS」。レギュラー陣や気になる有名人の自宅をつなぎ、生活ぶりなど近況を聞く。コーナーとしては2020年4月19日開始。

### 萌しらべ
- 田中萌による調査コーナー。2022年10月開始。「フルーツ大福・弁才天社長の型破り戦略」[54]「なぜサンドバッグを見ると叩きたくなるのか」など内容は多岐にわたる[55]。前述の『体を張って確かめよう』との違いは体を張らないこと。